# 奥格莱兹镇区 (俄亥俄州艾伦县)
奥格莱兹是美国俄亥俄州艾伦县的一个镇区，2010年美国人口普查时有2783人居住在该镇区，其中2,366居住在非建制社区。
全州另一个位于奥格莱兹保尔丁县。

## 地理
奥格莱兹位于艾伦县东南角，与以下镇区接壤：
- 杰克逊镇区 - 北
- 哈丁县利伯蒂镇区 - 东北角
- 哈丁县马里昂镇区 - 东
- 哈丁县朗德黑德镇区 - 东南角
- 奥格莱兹县韦恩镇区 - 南
- 奥格莱兹县联合镇区 - 西南角
- 佩里镇区 - 西
- 巴斯镇区 - 西北角

哈罗德位于奥格莱兹北部，镇区西部有一个未建制社区威斯敏斯特。

## 历史
奥格莱兹设立于1832年。

## 政府
镇区有3人组成的理事会管理。理事会理事选举在奇数年11月举行，并在来年1月1日开始四年任期。两名理事的选举在总统选举后一年举行，另一名的选举在总统选举前一年举行。镇区财务官亦由选举产生，与一名镇区理事选举同时举行，不过在来年4月1日才开始四年任期。若财务官或理事职位有空缺，将由剩余理事填补。